# Nomanica
Nomanica (cyr. Номаница) – wieś w Serbii, w okręgu jablanickim, w mieście Leskovac. W 2011 roku liczyła 287 mieszkańców.